# AppZapper
AppZapper es una aplicación desarrollada por Austin Sarner y Brian Ball para el sistema operativo Mac OS X. Se trata de una utilidad para la desinstalación de: aplicaciones, widget del dashboard, complementos del Panel de Preferencias o plugins (como Flash). 
Su funcionamiento es similar al método de desinstalación por defecto en Mac OS X, que es arrastrando la aplicación que se quiera desinstalar hasta la papelera, pero con mejoras; al arrastrar y soltar una aplicación en AppZapper, busca posibles archivos que se encuentren en otros directorios al original que dependan de la aplicación, como son los archivos de preferencia, librerías o cachés. Estos archivos, además de la aplicación, se muestran al usuario que puede decidir cuál borrar.
Aparte de la funcionalidad básica de AppZapper, cuenta con otras características como un sistema de seguridad que protege los archivos del sistema y las aplicaciones de usuario designadas para ser eliminadas y un registro de las solicitudes para desinstalar.
AppZapper está disponible como shareware; se bloquea después de hacer "zapping" (borrar o desinstalar) cinco aplicaciones.